# Carles de Calàbria

Escut d'armes de Carles de Calàbria

Carles de Calàbria (1298 - Nàpols 1328), príncep de Nàpols i duc de Calàbria.
Fill de Robert I de Nàpols i la seva primera esposa Violant d'Aragó. Era net per línia paterna de Carles II de Nàpols i Maria Arpad d'Hongria, i per línia materna del comte-rei Pere III d'Aragó i Constança de Sicília.
En néixer fou nomenat duc de Calàbria i príncep de Florència, títols que el reconeixien com a hereu del seu pare.
Poc se sap de la seva vida primerenca, per la qual cosa es pot assumir que va passar els seus primers anys a la cort del seu avi. El 1309, l'avi de Carles va morir i el seu pare va esdevenir el rei Robert el Savi. Va ser llavors quan va esdevenir Duc de Calàbria i va ser nomenat Vicari General del Regne de Sicília (Nàpols). El seu pare pretenia que ell liderés la força enviada per ajudar Florència el 1315, però es va veure obligat pel temps a enviar el seu oncle, Felip I de Tàrent, en el seu lloc. La coalició florentino-napolitana va ser durament derrotada en la subsegüent Batalla de Montecatini.
La victòria de Castruccio Castracani a Altopascio el 1325 va portar els florentins a elegir Carles signore (senyor) de la ciutat per deu anys el 1326. En aquell moment, ell estava intentant sense èxit apoderar-se de Sicília del seu cosí germà Frederic III, i va enviar Gualter VI de Brienne com a adjunt seu fins que ell pogués arribar, on Gualter va causar una impressió favorable. Tot i que l'arribada de Carles va frenar Castruccio, va exigir impostos onerosos als florentins, fins que va ser cridat a Nàpols el desembre de 1327 a causa de l'avenç de l'emperador Lluís IV a Itàlia.
La seva prematura mort el 10 de novembre de 1328  comportà que els seus drets dinàstics fossin transferits automàticament a la seva única filla supervivent, Joana I de Nàpols.

## Núpcies i descendents
El 1316 es casà amb Caterina d'Habsburg, filla del rei Albert I d'Àustria. D'aquesta unió nasqueren:
- la infanta Maria de Nàpols (1322-1328)

L'11 de gener de 1324 es casà, en segones núpcies, amb Maria de Valois, filla de Carles I de Valois i germana del rei Felip VI de França.
- la infanta Joana I de Nàpols (1326-1382), reina de Nàpols
- l'infant Carles Martí de Nàpols (1327)
- la infanta Maria de Nàpols (1328-1366), casada el 1343 amb el seu cosí Carles Durazzo i el 1355 amb Felip II de Tàrent, emperador titular de Constantinoble